# Concriers
Concriers é uma comuna francesa na região administrativa do Centro, no departamento Loir-et-Cher. Estende-se por uma área de 4,76 km². Em 2010 a comuna tinha 185 habitantes (densidade: 38,9 hab./km²).